# Новосильвийский мост
Новосильвийский мост — памятник архитектуры, однопролётный арочный мост через реку Славянку в Павловском парке Павловска. Соединяет парковые районы Новая Сильвия и Красная долина.
Был построен взамен существовавшего с 1801 года Гурова моста в 1875 году архитектором Иваном Яковлевичем Потоловым и инженером-строителем А. Н. Чикалевым
Украшен глыбами ноздреватого камня, перила сделаны из стволов берёзы.